# Turbanella mustela
Turbanella mustela is een buikharige uit de familie Turbanellidae. Het dier komt uit het geslacht Turbanella. Turbanella mustela werd in 1957 voor het eerst wetenschappelijk beschreven door Wieser. 